# 板橋站 (日本)
板橋站（日语：／ Itabashi eki */?）是一個位於東京都板橋區板橋一丁目，屬於東日本旅客鐵道（JR東日本）的鐵道車站。車站編號是JA 13。此站是板橋區鐵路車站當中最東端和最南端的車站。
軌道名稱上此站的路線屬於赤羽線，運行系統上屬於埼京線。依據特定都區市內，本站屬於「東京都區內」。
正式所在地位於板橋區內，是該區唯一的JR車站。此站位於北區瀧野川、板橋區板橋、豐島區上池袋的邊界，西口（板橋口）屬板橋區，東口（瀧野川口）屬北區，月台大部分屬於豐島區。

## 車站構造
島式月台1面2線的地面車站。

### 月台配置
| 月台 | 路線   | 方向 | 目的地                         | 備註                  |
| ---- | ------ | ---- | ------------------------------ | --------------------- |
| 1    | 埼京線 | 北行 | 赤羽、武藏浦和、大宮、川越方向 | 經大宮站直通至■川越線 |
| 2    | 埼京線 | 南行 | 池袋、新宿、大崎、臨海線方向   | 經大崎站直通至臨海線  |

（來源：JR東日本:車站構內圖 （页面存档备份，存于））

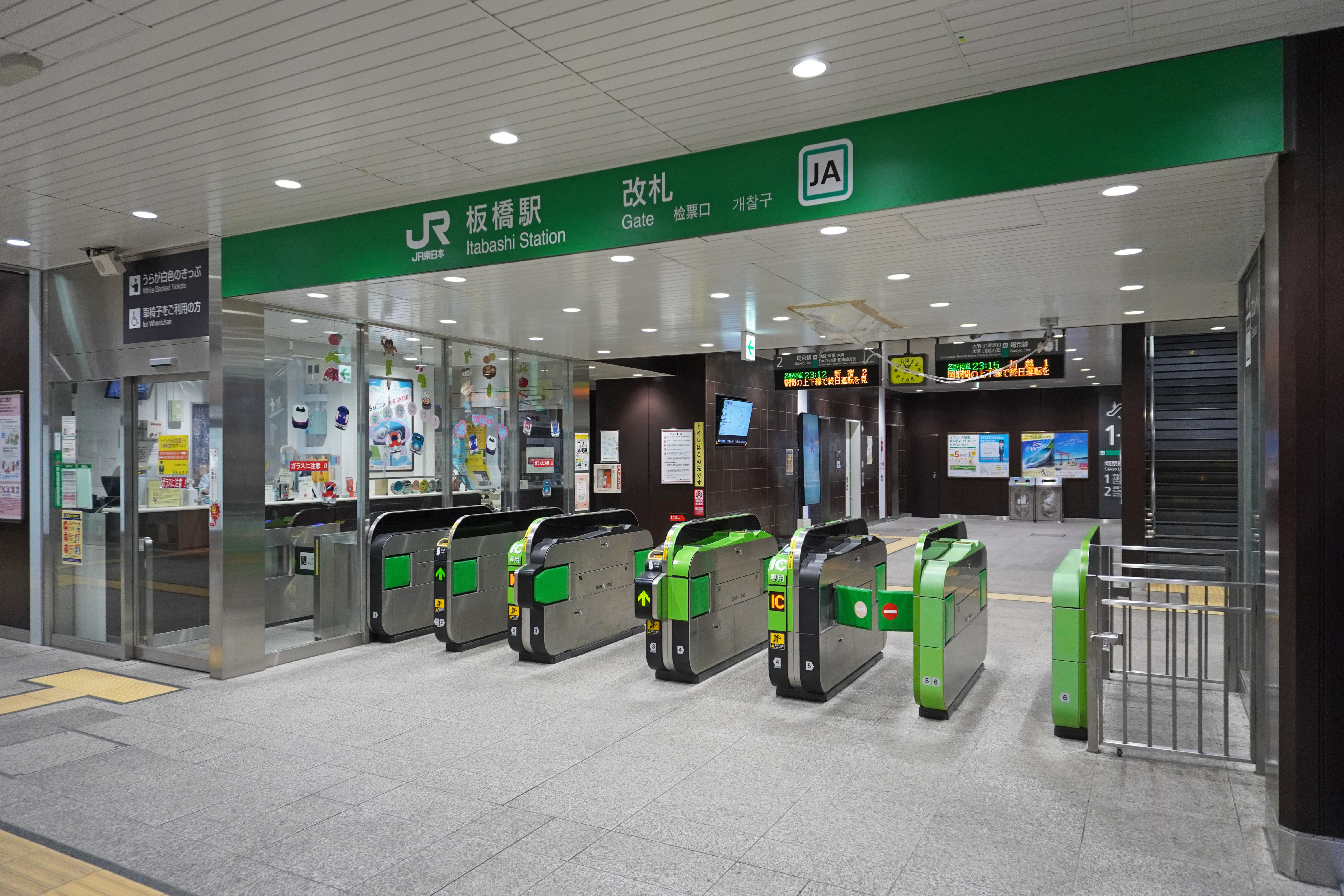
檢票口（2023年1月）
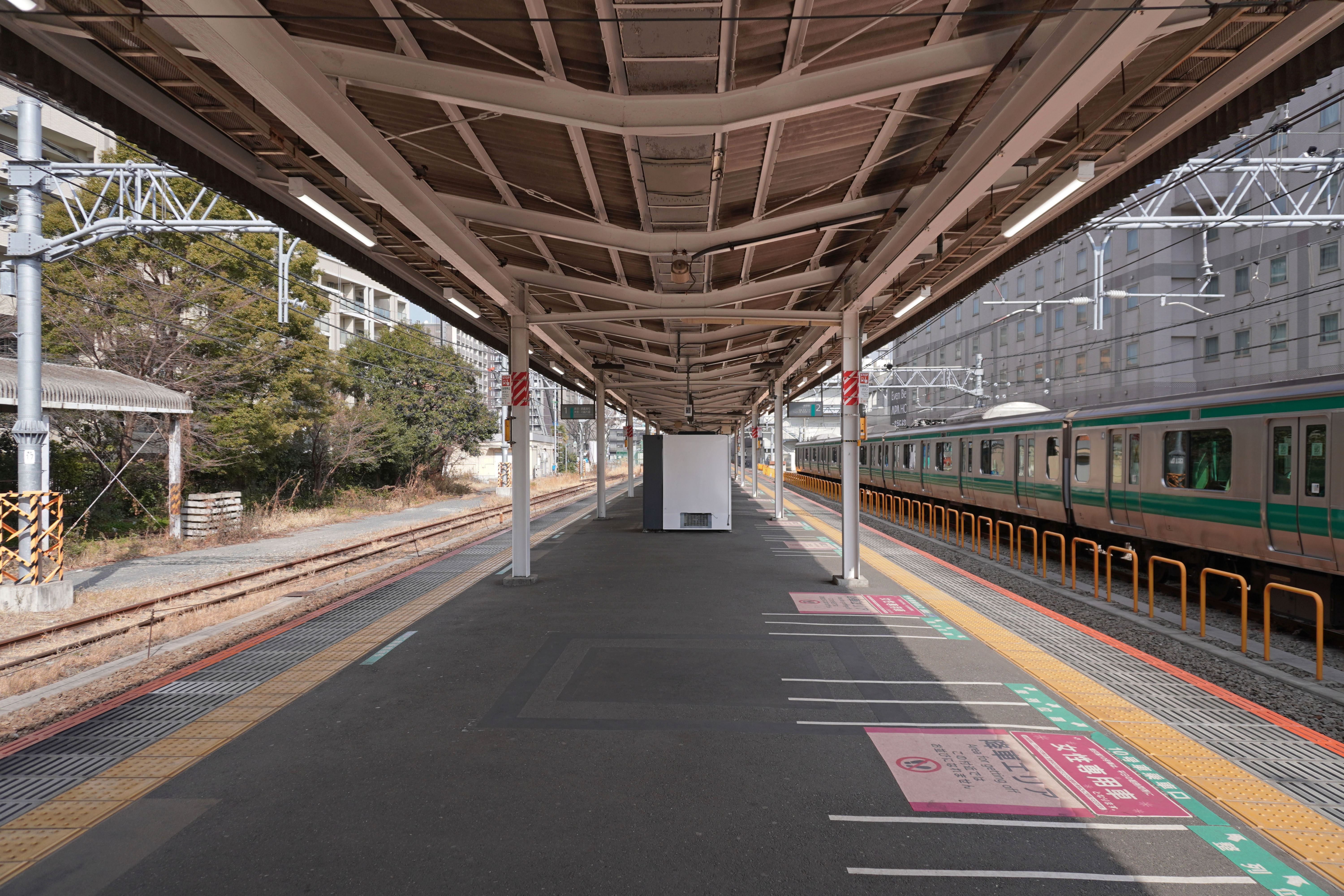
月台（2023年2月）

## 利用狀況
2019年（令和元年）度的1日平均上車人次為33,710人。
近年的推移如下表。
| 年度               | 1日平均 上車人次 | 來源     |
| ------------------ | ---------------- | -------- |
| 1990年（平成02年） | 25,786           | [ * 1 ]  |
| 1991年（平成03年） | 26,254           | [ * 2 ]  |
| 1992年（平成04年） | 26,992           | [ * 3 ]  |
| 1993年（平成05年） | 27,504           | [ * 4 ]  |
| 1994年（平成06年） | 27,258           | [ * 5 ]  |
| 1995年（平成07年） | 27,227           | [ * 6 ]  |
| 1996年（平成08年） | 28,400           | [ * 7 ]  |
| 1997年（平成09年） | 28,577           | [ * 8 ]  |
| 1998年（平成10年） | 28,452           | [ * 9 ]  |
| 1999年（平成11年） | 28,418           | [ * 10 ] |
| 2000年（平成12年） | 28,522           | [ * 11 ] |
| 2001年（平成13年） | 28,798           | [ * 12 ] |
| 2002年（平成14年） | 28,965           | [ * 13 ] |
| 2003年（平成15年） | 29,424           | [ * 14 ] |
| 2004年（平成16年） | 29,154           | [ * 15 ] |
| 2005年（平成17年） | 29,348           | [ * 16 ] |
| 2006年（平成18年） | 29,452           | [ * 17 ] |
| 2007年（平成19年） | 29,803           | [ * 18 ] |
| 2008年（平成20年） | 29,724           | [ * 19 ] |
| 2009年（平成21年） | 29,521           | [ * 20 ] |
| 2010年（平成22年） | 29,871           | [ * 21 ] |
| 2011年（平成23年） | 30,168           | [ * 22 ] |
| 2012年（平成24年） | 30,973           | [ * 23 ] |
| 2013年（平成25年） | 31,891           | [ * 24 ] |
| 2014年（平成26年） | 32,081           | [ * 25 ] |
| 2015年（平成27年） | 33,056           | [ * 26 ] |
| 2016年（平成28年） | 33,522           | [ * 27 ] |
| 2017年（平成29年） | 33,958           | [ * 28 ] |
| 2018年（平成30年） | 34,455           | [ * 29 ] |
| 2019年（令和元年） | 33,710           |          |

JR貨物的貨物處理停止前的推移如下表。
| 年度               | 總數     | 總數     | 車扱貨物 | 車扱貨物 | 貨櫃貨物 | 貨櫃貨物 | 來源  |
| 年度               | 發送噸數 | 到着噸數 | 發送噸數 | 到着噸數 | 發送噸數 | 到着噸數 | 來源  |
| ------------------ | -------- | -------- | -------- | -------- | -------- | -------- | ----- |
| 1990年（平成02年） | 7,744    | 221,975  | 7,744    | 221,975  | 0        | 0        | [ 3 ] |
| 1991年（平成03年） | 6,956    | 177,248  | 6,956    | 177,248  | 0        | 0        | [ 4 ] |
| 1992年（平成04年） | 7,644    | 148,762  | 7,644    | 148,762  | 0        | 0        | [ 5 ] |
| 1993年（平成05年） | 6,812    | 134,892  | 6,812    | 134,892  | 0        | 0        | [ 6 ] |
| 1994年（平成06年） | 6,260    | 137,024  | 6,260    | 137,024  | 0        | 0        | [ 7 ] |
| 1995年（平成07年） | 5,536    | 116,319  | 5,536    | 116,319  | 0        | 0        | [ 8 ] |
| 1996年（平成08年） | 0        | 0        | 0        | 0        | 0        | 0        | [ 9 ] |

## 車站周邊

### 其他車站
徒步在數分鐘之內可到達的車站：
- 東武東上線：下板橋站
- 都營地下鐵都營三田線：新板橋站

### 其他設施
- 近藤勇、土方歲三之墓 - 東口（徒步1分可達）
- 東京都立北園高等學校
- 巢鴨中學校、高等學校

## 巴士路線
- 國際興業巴士

- 王22：板橋站⇔帝京大學醫院⇔北養護學校⇔滝野川住宅⇔北區役所⇔王子站

## 歷史
- 1885年3月1日：作為日本鐵道品川線的車站開始營運。之後在環狀線通車時，池袋站－巢鴨站－田端站連通之後，與板橋站分離，最後成為赤羽線的車站。
- 1985年9月30日：赤羽－大宮間的通勤新路線（東北線別線）開始營運，赤羽線成為埼京線的一部份。

## 相鄰車站
東日本旅客鐵道
 埼京線
■通勤快速、■快速、■各站停車
池袋（JA 12）－板橋（JA 13）－十條（JA 14）

### 使用情況
JR1日平均使用人數
JR東日本2000年度以後的上車人次
1. ↑  各駅の乗車人員（2000年度） （页面存档备份，存于） - JR東日本
2. ↑  各駅の乗車人員（2001年度） （页面存档备份，存于） - JR東日本
3. ↑  各駅の乗車人員（2002年度） （页面存档备份，存于） - JR東日本
4. ↑  各駅の乗車人員（2003年度） （页面存档备份，存于） - JR東日本
5. ↑  各駅の乗車人員（2004年度） （页面存档备份，存于） - JR東日本
6. ↑  各駅の乗車人員（2005年度） （页面存档备份，存于） - JR東日本
7. ↑  各駅の乗車人員（2006年度） （页面存档备份，存于） - JR東日本
8. ↑  各駅の乗車人員（2007年度） （页面存档备份，存于） - JR東日本
9. ↑  各駅の乗車人員（2008年度） （页面存档备份，存于） - JR東日本
10. ↑  各駅の乗車人員（2009年度） （页面存档备份，存于） - JR東日本
11. ↑  各駅の乗車人員（2010年度） （页面存档备份，存于） - JR東日本
12. ↑  各駅の乗車人員（2011年度） （页面存档备份，存于） - JR東日本
13. ↑  各駅の乗車人員（2012年度） （页面存档备份，存于） - JR東日本
14. ↑  各駅の乗車人員（2013年度） （页面存档备份，存于） - JR東日本
15. ↑  各駅の乗車人員（2014年度） （页面存档备份，存于） - JR東日本
16. ↑  各駅の乗車人員（2015年度） （页面存档备份，存于） - JR東日本
17. ↑  各駅の乗車人員（2016年度） （页面存档备份，存于） - JR東日本
18. ↑  各駅の乗車人員（2017年度） （页面存档备份，存于） - JR東日本
19. ↑  各駅の乗車人員（2018年度） （页面存档备份，存于） - JR東日本
20. ↑  各駅の乗車人員（2019年度） （页面存档备份，存于） - JR東日本

JR統計資料
1. ↑  東京都統計年鑑 （页面存档备份，存于） - 東京都
2. ↑  板橋区の統計 （页面存档备份，存于） - 板橋区

東京都統計年鑑
1. ↑  .   [2020-07-29]. （原始内容存档于2016-03-05）.
2. ↑  .   [2020-07-29]. （原始内容存档于2016-03-05）.
3. ↑  .   [2017-12-12]. （原始内容存档于2013-08-15）.
4. ↑  .   [2017-12-12]. （原始内容存档于2013-02-03）.
5. ↑  .   [2017-12-12]. （原始内容存档于2013-02-03）.
6. ↑  .   [2017-12-12]. （原始内容存档于2013-02-03）.
7. ↑  .   [2017-12-12]. （原始内容存档于2013-02-03）.
8. ↑  .   [2017-12-12]. （原始内容存档于2016-03-04）.
9. ↑  東京都統計年鑑（平成10年）PDF
10. ↑  東京都統計年鑑（平成11年）PDF
11. ↑  .   [2017-12-12]. （原始内容存档于2016-03-04）.
12. ↑  .   [2017-12-12]. （原始内容存档于2016-03-04）.
13. ↑  .   [2017-12-12]. （原始内容存档于2017-07-29）.
14. ↑  .   [2017-12-12]. （原始内容存档于2017-07-29）.
15. ↑  .   [2017-12-12]. （原始内容存档于2017-07-29）.
16. ↑  .   [2017-12-12]. （原始内容存档于2017-07-29）.
17. ↑  .   [2017-12-12]. （原始内容存档于2017-07-29）.
18. ↑  .   [2017-12-12]. （原始内容存档于2017-07-29）.
19. ↑  .   [2017-12-12]. （原始内容存档于2017-07-29）.
20. ↑  .   [2017-12-12]. （原始内容存档于2016-03-26）.
21. ↑  .   [2017-12-12]. （原始内容存档于2016-03-27）.
22. ↑  .   [2017-12-12]. （原始内容存档于2016-03-25）.
23. ↑  .   [2017-12-12]. （原始内容存档于2016-03-27）.
24. ↑  .   [2017-12-12]. （原始内容存档于2016-03-22）.
25. ↑  .   [2017-12-12]. （原始内容存档于2017-07-30）.
26. ↑  .   [2017-12-12]. （原始内容存档于2018-11-09）.
27. ↑  .   [2020-07-29]. （原始内容存档于2019-05-02）.
28. ↑  .   [2020-07-29]. （原始内容存档于2019-12-03）.
29. ↑  .   [2020-07-29]. （原始内容存档于2020-08-04）.

## 外部連結
- 車站資訊（板橋）：東日本旅客鐵道

35°44′46″N 139°43′10″E / 35.74611°N 139.71944°E